# Быков Отрог
Быков Отрог — село в Балаковском районе Саратовской области, в составе Быково-Отрогского муниципального образования.
Население — 1265 (2015)

## История
Основано в 1748 году дворцовыми и монастырскими крестьянами, переведёнными «за теснотой земли» на левый берег Волги из Вольского уезда. В 1783 году построена первая деревянная православная церковь. В 1870 году был построен новый храм. В 1872 году построена механическая мельница. В 1892 году открылась школа грамоты, в 1902 году — женская приходская школа. В 1905 году взамен старой, снесённой в 1904 году, открылась новая церковь. Помимо православных в селе проживали старообрадцы — поморцы и беголопоповцы. В 1914 году мужскую и женскую приходские школы объединили в одну смешанную. В том же году открылась земская школа.
По состоянию на 1926 год Быков Отрог являлся центром одноимённого сельсовета Балаковской волости Пугачёвского уезда. В том же году в селе были организованы земледельческая артель «Борьба» и поселковое кооперативное товарищество «Новинки».
В годы Великой Отечественной войны погибли 164 жителя Быкова Отрога. Во второй половине XX века в селе размещались центральные усадьбы откормсовхоза «Балаковский» и совхоза «Волгарь»

## Физико-географическая характеристика
Село находится в Низком Заволжье, в пределах Сыртовой равнины, относящейся к Восточно-Европейской равнине, на правом берегу реки Большой Иргиз, на высоте около 27 метров над уровнем моря. Почвы — чернозёмы южные, в пойме Большого Иргиза - пойменные слабокислые и нейтральные.
У села проходит региональная автодорога Р226 (Самара — Пугачёв - Энгельс — Волгоград). По автомобильным дорогам расстояние до районного центра города Балаково составляет 5 км (14 км до центра города),  69 км до города Пугачёв,до областного центра города Саратова — 160 км.
Климат
Климат умеренный континентальный (согласно классификации климатов Кёппена - Dfa). Многолетняя норма осадков - 507 мм. Наибольшее количество осадков выпадает в ноябре, декабре (по 54 мм) и июне (50 мм), наименьшее в марте - 29 мм. Среднегодовая температура положительная и составляет + 6,1 °С, средняя температура самого холодного месяца января -11,2 °С, самого жаркого месяца июля +22,5 °С.
Часовой пояс
Быков Отрог, как и вся Саратовская область, находится в часовой зоне МСК+1. Смещение применяемого времени относительно UTC составляет +4:00.

## Население
Динамика численности населения
| 1836 | 1859 | 1890 | 1910 | 1926 |
| ---- | ---- | ---- | ---- | ---- |
| 1135 | 1277 | 1390 | 2099 | 1793 |

| 2002 | 2010  | 2012  | 2013  | 2014  | 2015  |
| ---- | ----- | ----- | ----- | ----- | ----- |
| 1298 | ↘1273 | ↘1266 | ↗1274 | ↘1258 | ↗1265 |